# Campionato europeo dei piccoli stati maschile di pallavolo
Il campionato europeo dei piccoli stati maschile di pallavolo è una competizione pallavolistica per squadre nazionali europee di stati con meno di un milione di abitanti, organizzata con cadenza annuale dalla CEVSCA.

## Edizioni
| Edizione      | Edizione      | Podio       | Podio            | Podio       |
| Anno          | Organizzatore | Campione    | Seconda          | Terza       |
| ------------- | ------------- | ----------- | ---------------- | ----------- |
| 2000 Dettagli | Malta         | Cipro       | Scozia           | Lussemburgo |
| 2002 Dettagli | Andorra       | Cipro       | Islanda          | Scozia      |
| 2004 Dettagli | Lussemburgo   | Cipro       | Lussemburgo      | Fær Øer     |
| 2007 Dettagli | Cipro         | Cipro       | Andorra          | Lussemburgo |
| 2009 Dettagli | Lussemburgo   | Cipro       | Lussemburgo      | Islanda     |
| 2011 Dettagli | Andorra       | Cipro       | Lussemburgo      | Andorra     |
| 2013 Dettagli | Cipro         | Cipro       | Scozia           | Lussemburgo |
| 2015 Dettagli | Lussemburgo   | Lussemburgo | Cipro            | Scozia      |
| 2017 Dettagli | Islanda       | Lussemburgo | Cipro            | Islanda     |
| 2019 Dettagli | Fær Øer       | Scozia      | Fær Øer          | Islanda     |
| 2022 Dettagli | Fær Øer       | San Marino  | Fær Øer          | Scozia      |
| 2023 Dettagli | Scozia        | Lussemburgo | Scozia           | Islanda     |
| 2024 Dettagli | Liechtenstein | San Marino  | Irlanda del Nord | Scozia      |

## Medagliere
| Pos. | Squadra          | 1º posto | 2º posto | 3º posto | Totale |
| ---- | ---------------- | -------- | -------- | -------- | ------ |
| 1    | Cipro            | 7        | 2        | 0        | 9      |
| 2    | Lussemburgo      | 3        | 3        | 3        | 9      |
| 3    | San Marino       | 2        | 0        | 0        | 2      |
| 4    | Scozia           | 1        | 3        | 4        | 8      |
| 5    | Fær Øer          | 0        | 2        | 1        | 3      |
| 6    | Islanda          | 0        | 1        | 4        | 5      |
| 7    | Andorra          | 0        | 1        | 1        | 2      |
| 8    | Irlanda del Nord | 0        | 1        | 0        | 1      |